# Starrkärrlöpare
Starrkärrlöpare (Agonum versutum) är en skalbaggsart som beskrevs av Sturm 1824. Starrkärrlöpare ingår i släktet Agonum, och familjen jordlöpare. Arten är reproducerande i Sverige.

## Bildgalleri

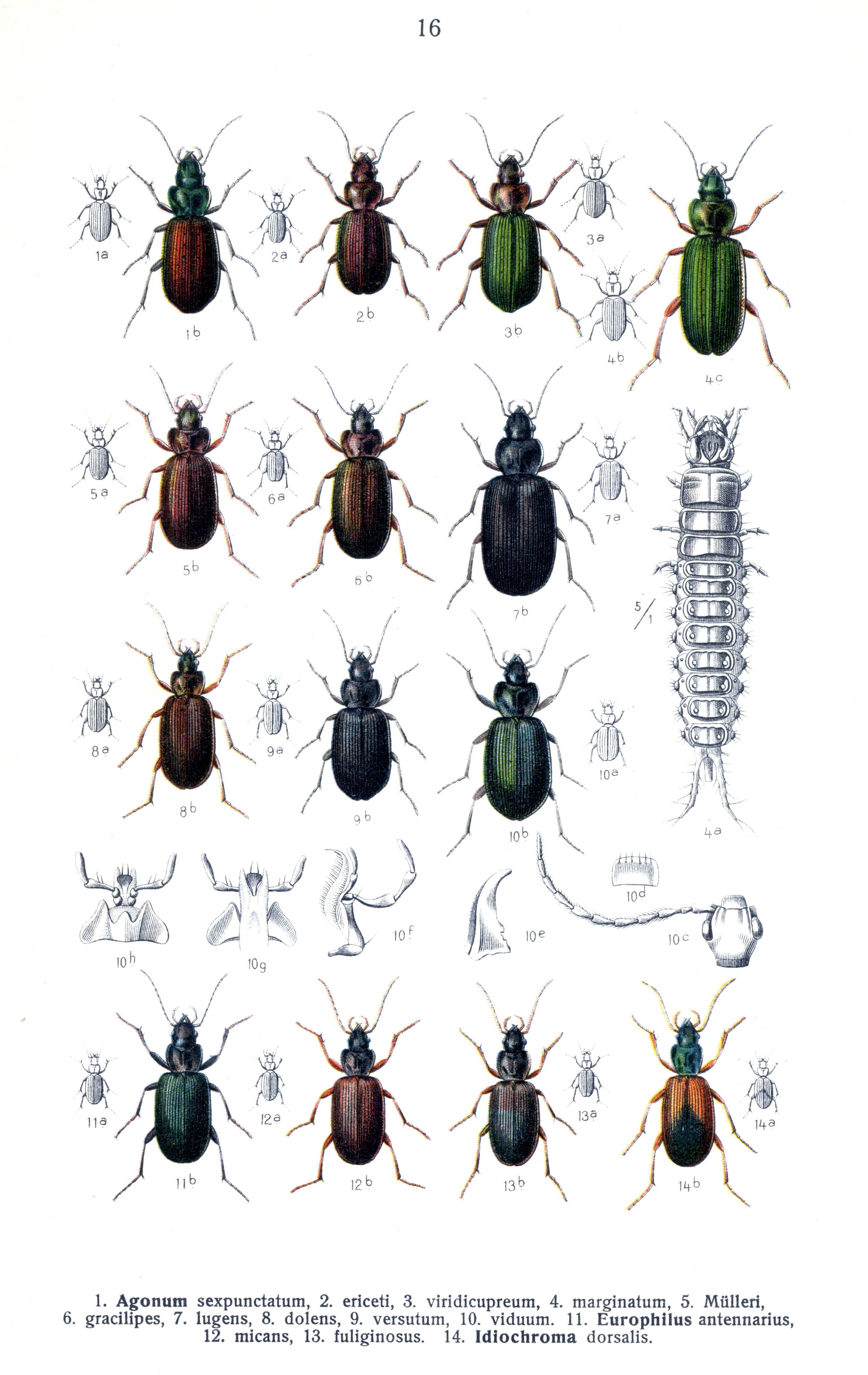
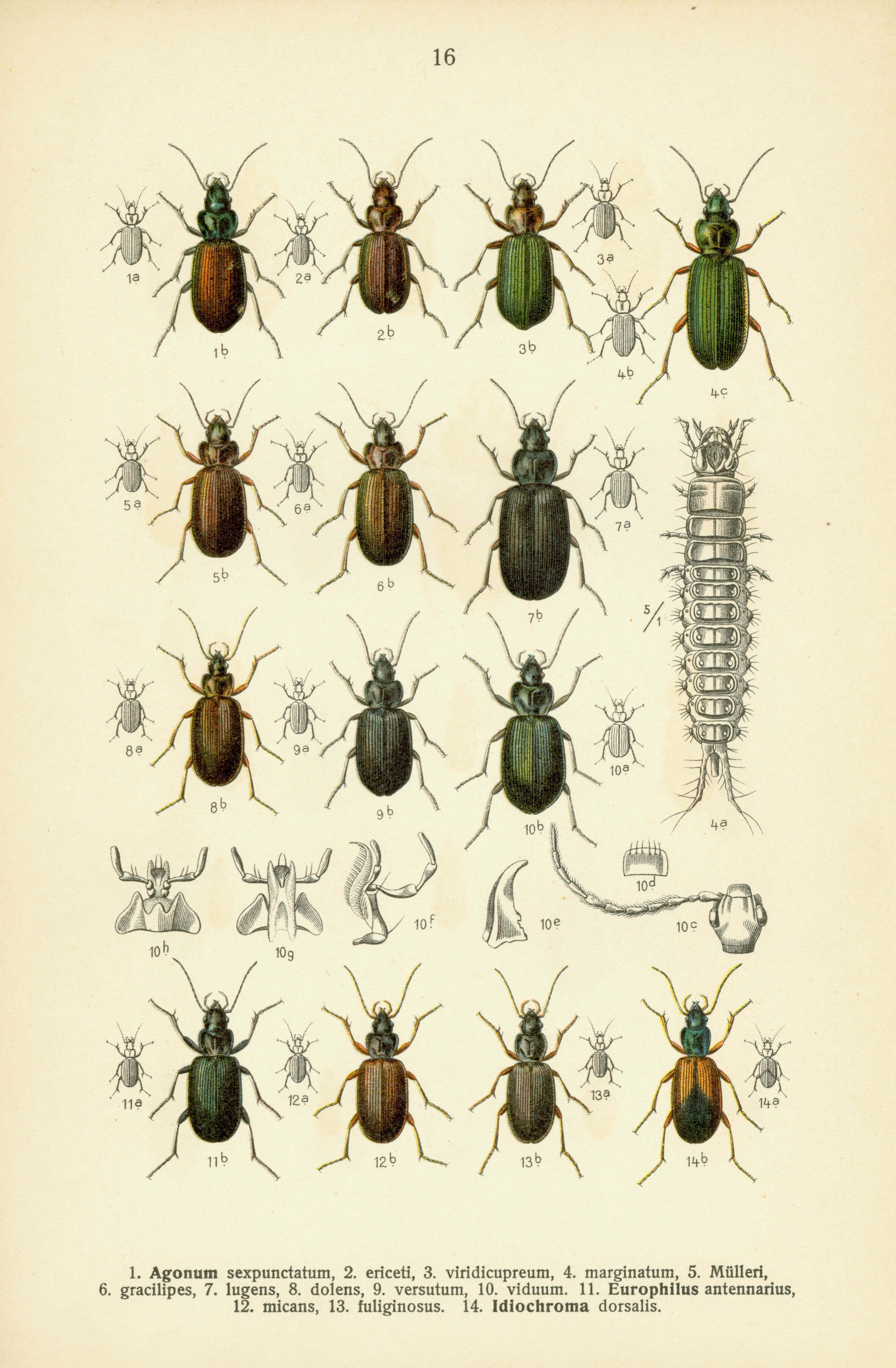